# Мотовилівка (Фастівський район)
Мотови́лівка (у 1796—1923 — Казенна Мотовилівка, в 1923—1939 — Каменєве, 1939—2016 — Червона Мотовилівка) — село в Україні, у Фастівському районі Київської області.
У червні 2020 року село включено до Фастівської ОТГ. Населення становить 3499 осіб. З 2020 село центр Мотовилівського старостинського округу.

## Історія
Історія Мотовилівки і Великої Мотовилівки до 1686 р. була єдиною. У прадавні часи тут був град Міни, знищений у XII ст, згодом Пусте Городище, заселене 1159 р. як Гуляники, розорене татарами у XVI ст. Виникнення назви Мотовилівка як дарунок помістя Івану Мотовилівцю 1560 р.
1686 р. кордон між Польщею та Росією пройшов по Стугні, розділивши єдине місто Мотовилівку на 2 села — сучасні Мотовилівку та Велику Мотовилівку. Перша початково ще звалася Руська Мотовилівка. Тож 1686 р. почалася історія села Мотовилівка як окремого населеного пункту.
1720 р. гетьман Скоропадський надав Київському Братському монастирю. Згодом село почало називатись Казенна Мотовилівка.
У 1712—1714 рр, за умовами Прутського договору 1711 року козаки-російські піддані українських земель змушені були переселитись на лівий берег р. Стугни з Мотовилівських земель (нинішнього с. Велика Мотовилівка).

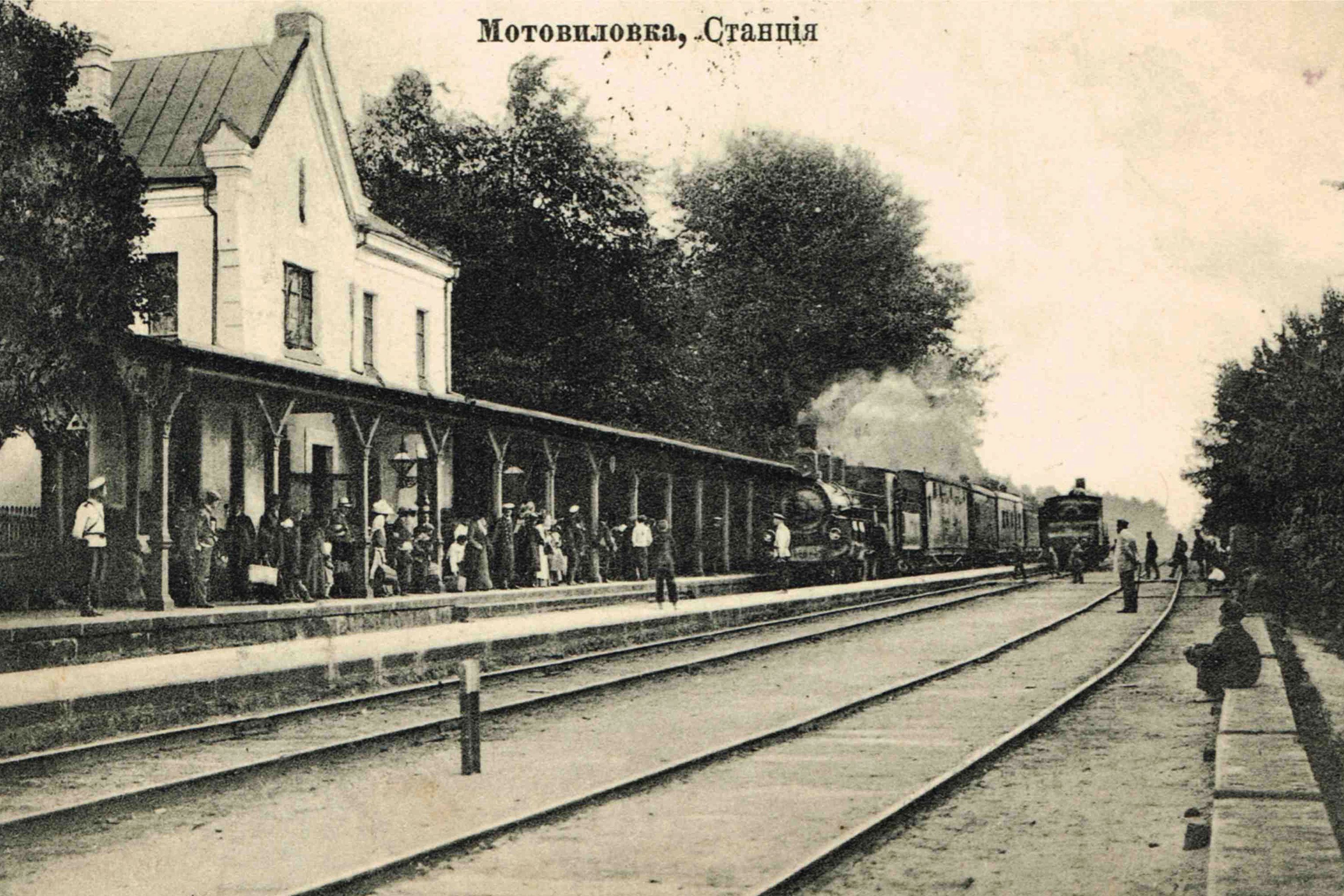
Мотовилівський вокзал

1870 року відкрита залізнична станція, почався розвиток дачного селища. Найпопулярнішим місцем гулянь став вокзал. Як описували тодішні свідки, "після відходу поштового поїзда відпочивальники збиралися у вокзальній залі, де поштмейстер викрикував імена адресатів, яким надійшли листи".

В 1884-1889 pp. тут бував художник М. О. Врубель. Про це писав М. А. Прахов:
"Під час життя в Києві Врубель тісно зійшовся з родиною Я. В. Тарновського, брата відомого колекціонера В. В. Тарновського. М. О. Врубель не тільки гостював улітку в їхньому маєтку Мотовилівка, але навіть оселився в місті у квартирі неодруженого сина Тарновських - Миколи Яковича, поки той не поїхав за кордон і свою квартиру ліквідував".
У Казенній Мотовилівці наприкінці квітня 1917 року було засновано одне з найперших товариств «Просвіта» на Фастівщині. 
18 листопада 1918 року поблизу стався бій між військами Директорії УНР та Української Держави гетьмана Павла Скоропадського.
У березні 1919 року більшовики розграбували і спалили «Просвіту» ім. Бориса Грінченка в Казенній Мотовилівці, а її голову 17-річного Терентія Івановича Гончара невдовзі закатували в Боярці.

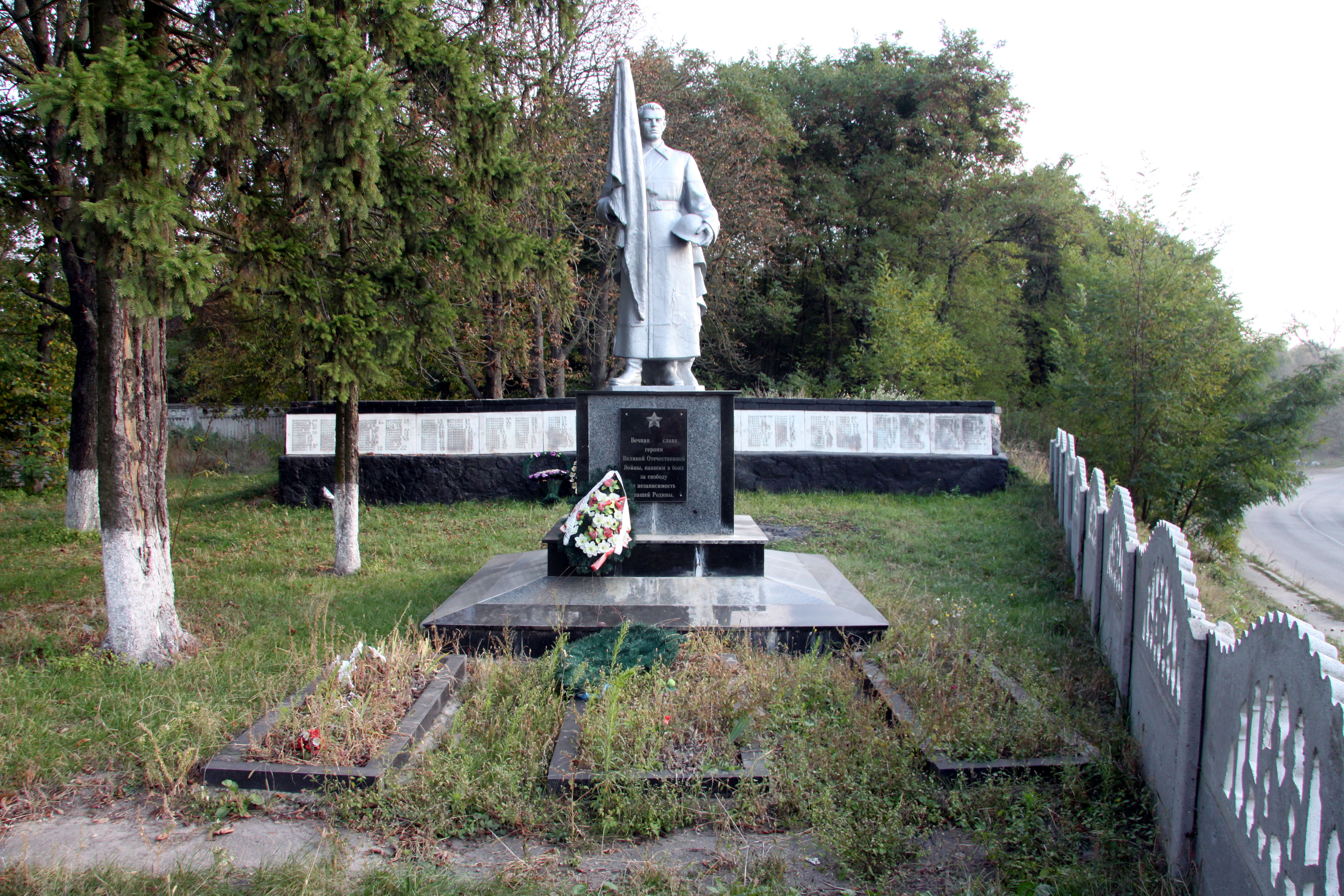
Пам'ятник воїнам-односельчанам, центр села, село Мотовилівка

Червоною Мотовилівкою село почало називатися з 1940 року, а до того називалося Чернечою Мотовилівкою, Казенною Мотовилівкою і Камєнєво. У 1941—1943 рр. селу повернули назву Казенна Мотовилівка, але з поверненням радянської влади з 1944 року знов перейменували на Червону Мотовилівку. З 2 квітня 2016 року — Мотовилівка.

## Відомі люди
- Едвард Руліковський (1825-1900) - краєзнавець, історик, етнограф.
- Гончар Овсій Іванович  (псевдо — Отаман Бурлака; 1888, с. Казенна Мотовилівка, Васильківський повіт, Київська губернія — березень 1921, Харківська губернія) — відомий громадський і військовий діяч на Київщині у 1917—1921 роках — періоду Української національно-визвольної революції.
- Лола Олександр Петрович (1912—1974) — український історик, дослідник історії України середніх віків.
- П'ятницький Валерій Тезійович (нар. 1962) — український політик. Урядовий уповноважений з питань європейської інтеграції.
- Босенко Василь Васильович (нар. 1945) — український живописець, [графік, майстер плакату. Член Національної спілки художників України (1986).
- Люлька Сергій Миколайович (нар. 1990) — футболіст, вихованець академії Динамо Київ. Чемпіон Європи U-18, 2009.

## Галерея

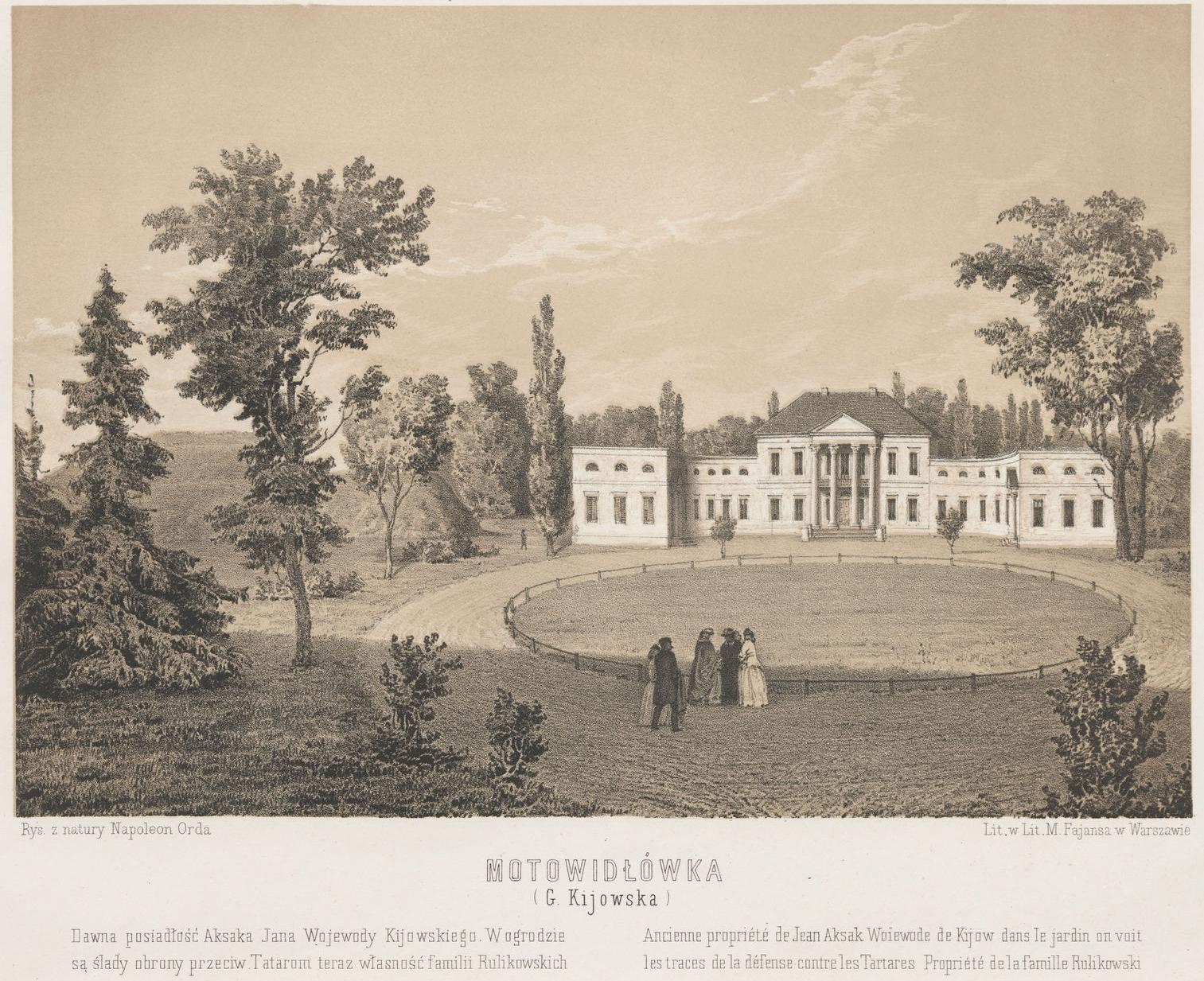
Палац в 1875 році на рисунку Наполеона Орди
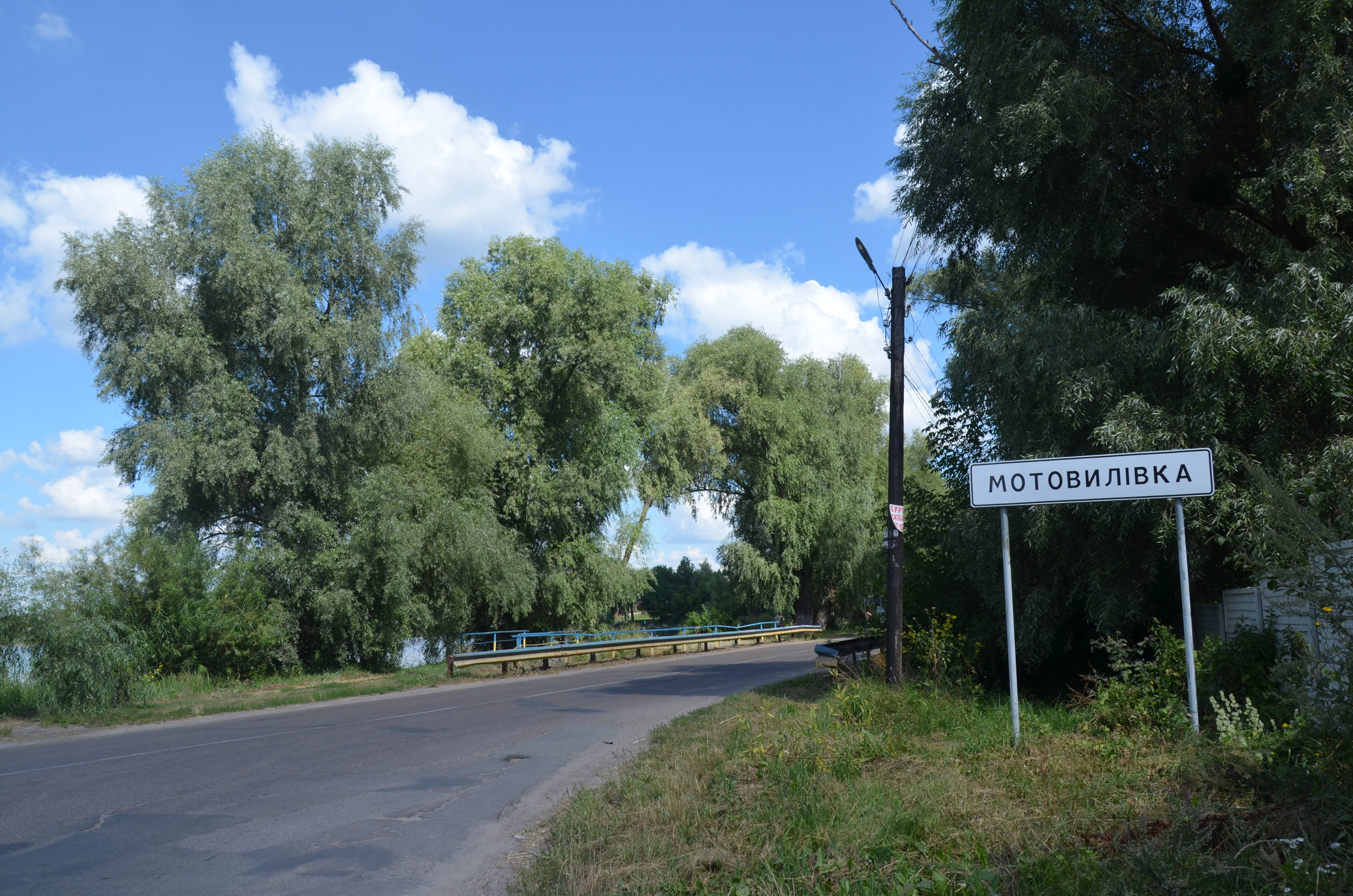
Вказівник Мотовилівка
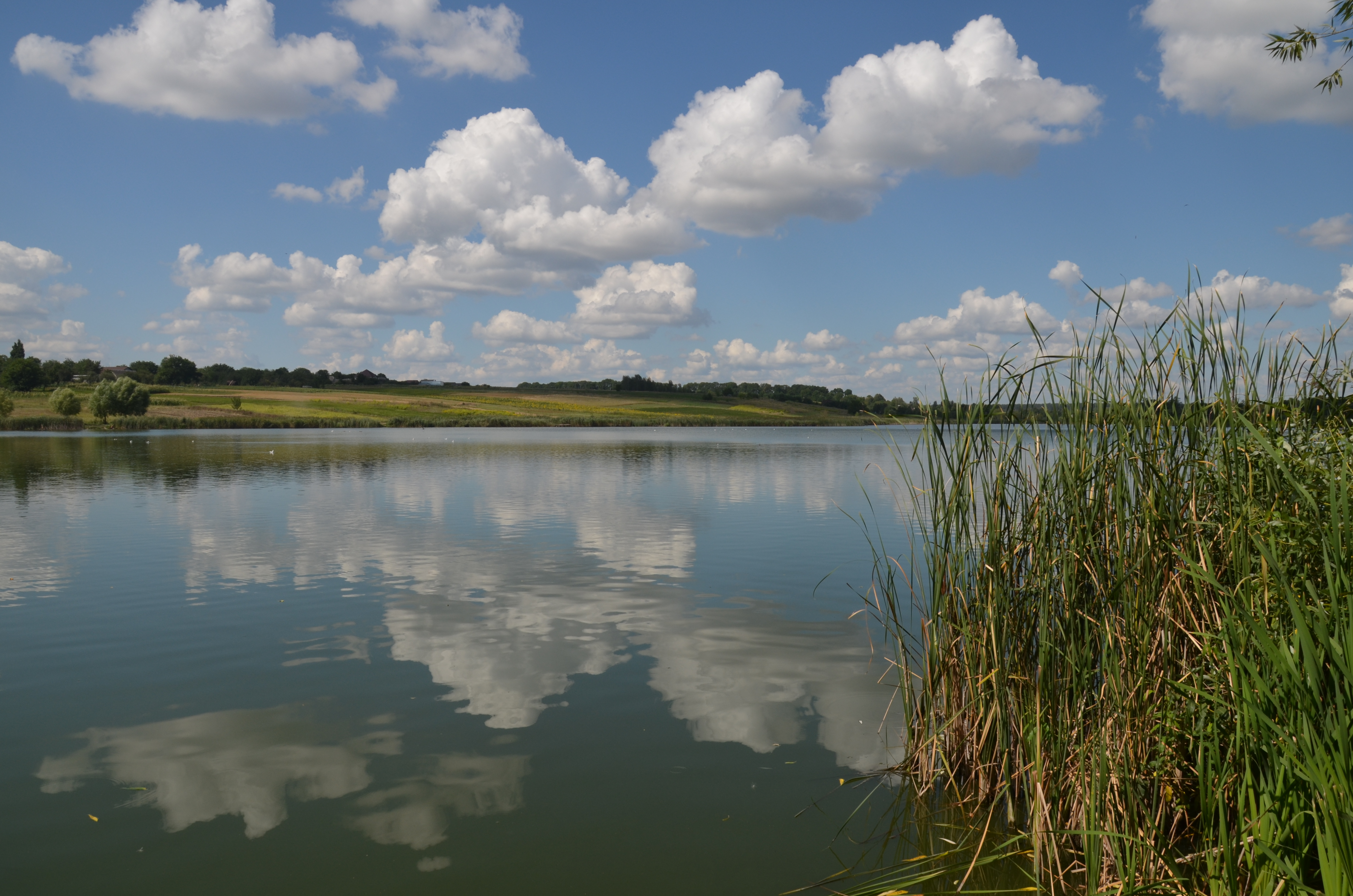
Краєвиди села Мотовилівка (ставок на річці Стугна)
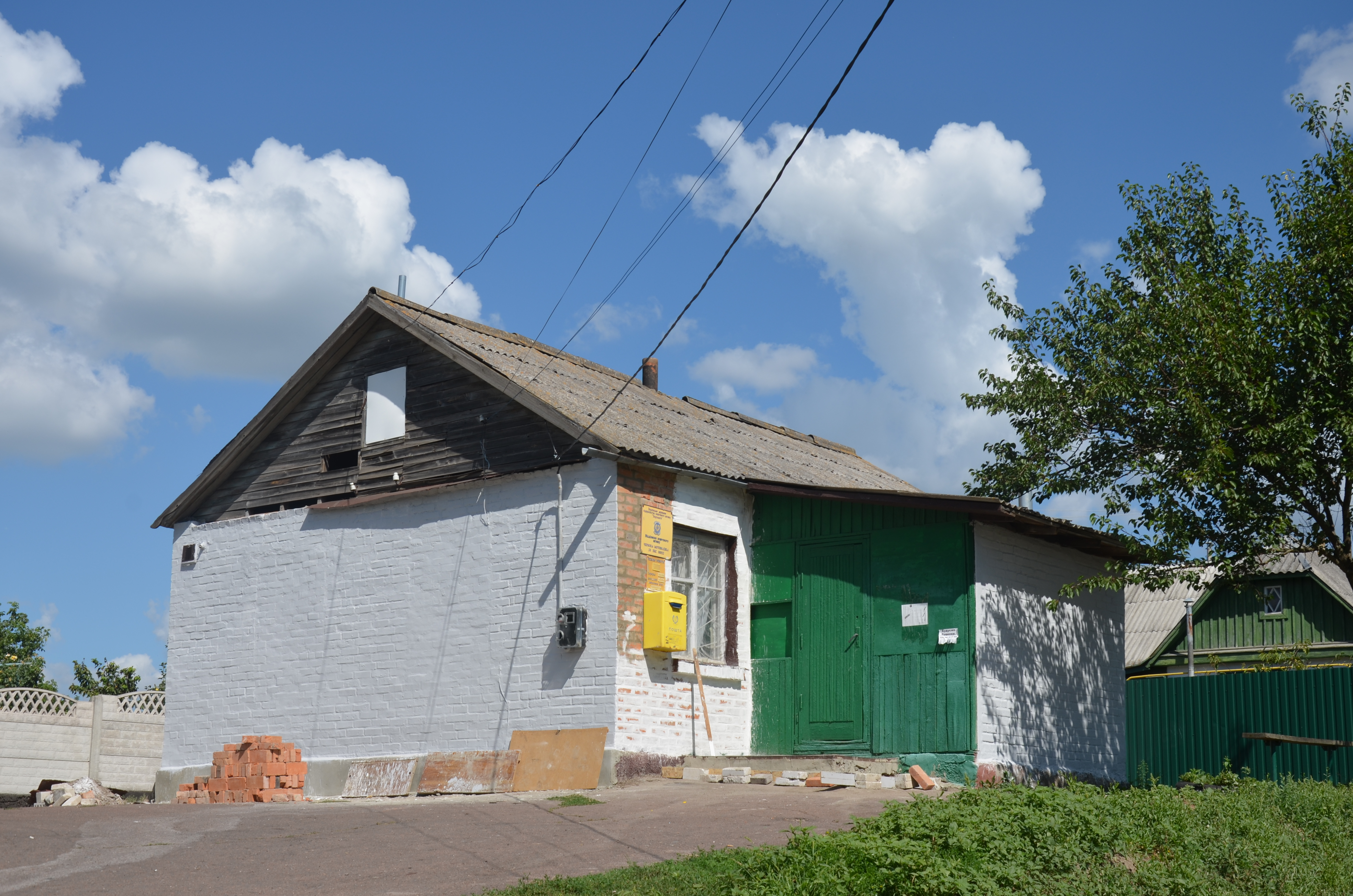
Пошта, Мотовилівка
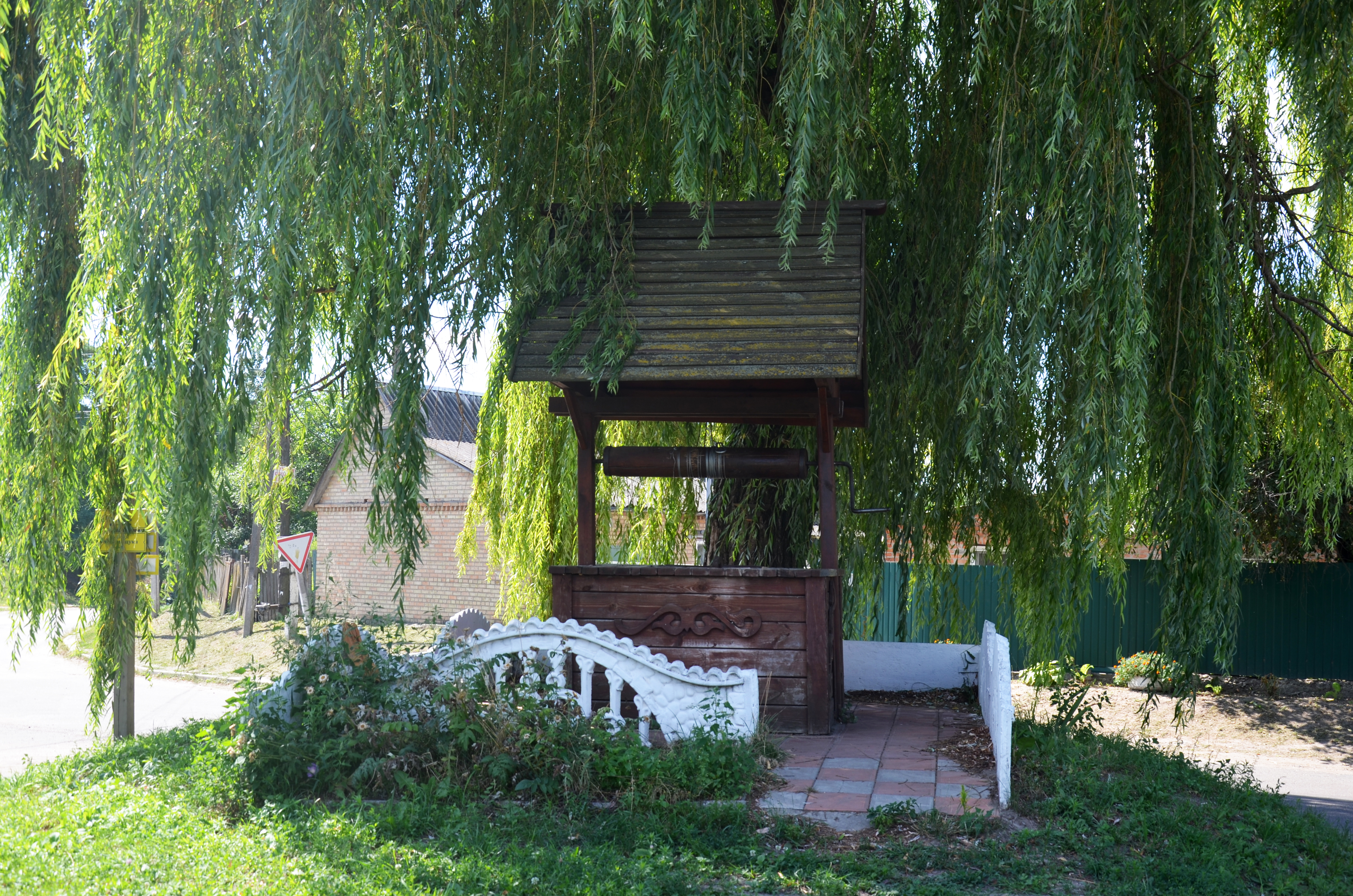
Криниця, Мотовилів (Мотовилівка)